# Masami Yuki
Masami Yuki (ゆうきまさみ, Yuki Masami), echte naam Shuji Sato, (佐藤修司 Satō Shūji, Kutchan te Hokkaido, 19 december 1957) is een Japans mangaka.
Yuki behaalde zijn middelbaar diploma aan de Kutchan Middelbare School. Hij is lid van de kunstenaarsgroep Headgear. In 1991 won zijn manga Mobile Police Patlabor de 36ste Shogakukan Manga-prijs voor shonen.

## Oeuvre
- Aliens Next Door (1 volume)
- Assemble Insert
- Birdy the Mighty
  - Oorspronkelijke versie: 1 volume
  - Nieuwe versie (Birdy the Mighty Evolution): 18 volumes sinds april 2008
- Doyo Wide Satsujin Jiken (1 volume, samen geschreven met Miki Tori)
  - Doyo Wide Satsujin Jiken: Kyoto Waraningyo Satsujin Jiken (1 volume)
- Jaja Uma Grooming Up! (26 volumes)
- Kyukyoku Chojin R (5 volumes)
- Magical☆Lucy
- Mariana Densetsu (3 volumes)
- Pangea no Musume Kunie (5 volumes)
- Parody World
- Mobile Police Patlabor (22 volumes)
- Yamato Takeru no Boken
- Yuki Masami no Hateshinai Monogatari (2 volumes)

Yuki ontwierp de avatar mascotte voor de Vocaloid Gumi.
- Bibliothèque nationale de France: cb170525799 (data)
- CiNii: DA13492972
- International Standard Name Identifier: 0000 0000 5092 2266
- Library of Congress Control Number: no2008023960
- MusicBrainz: 49219374-552f-4dfb-af8f-a162ed7257c7
- Bibliotheek van het Japanse parlement: 00156391
- Système universitaire de documentation: 19677294X
- Virtual International Authority File: 24401430
- WorldCat: E39PBJkCYqrkCbMyCJDyMVMHG3